# Gedrita
La gedrita es un mineral, silicato de magnesio y aluminio con hidroxilos, miembro del supergrupo de los anfíboles, y dentro de éstos, del grupo de la gedrita. Fue identificado a partir de ejemplares procedentes de Gèdres, en el valle de Héas, en los Pirineos (Francia). El nombre hace referencia a esta localidad, que es la localidad tipo. Se ha utilizado también el nombre de magnesiogedrita.

## Propiedades físicas y químicas
La gedrita se define dentro de su grupo de anfíboles ortorómbicos como el mineral que tien el magnesio como catión dominante en las posiciones B y C2+ y aluminio Al en la posición C3+. Lasubstitución del magnesio por hierro ferroso da lugar a términos intermedio con la ferrogedrita, el otro extremo de una solución sólida. Puede contener impurezas de Mn, Ca, Ti, Na y K. Forma una serie con la antofilita. Aparece generalmente como agregados fibrosos o radiados de color gris verdoso, verde grisáceo o marrón. Los cristales individualizados son muy raros.

## Yacimientos
La gedrita es un anfíbol poco frecuente, conocido en alrededor de un centenar  de localidades en el mundo. Suele aparecer en rocas sometidas a metamorfismo de grado alto o medio asociado a antofilita, cordierita, almandino y turmalina. Además de la localidad tipo, un yacimiento muy conocido es el de Skisshyttan Smedjebacken,  condado de Dalarna (Suecia). En España, se ha encontrado en las explotaciones de minerales de cobre de Arinteiro (La Coruña), asociada a granate almandino, y en el Cabo de Creus (Gerona).